# Kościół św. Stanisława Biskupa w Ligocie Bialskiej
Kościół św. Stanisława Biskupa w Ligocie Bialskiej – rzymskokatolicki kościół parafialny w Ligocie Bialskiej, należący do parafii św. Stanisława Biskupa w Ligocie Bialskiej, w dekanacie Biała, diecezji opolskiej.

## Historia
Istnienie w Ligocie Bialskiej kościoła parafialnego, nad którym patronat sprawowała kolegiata św. Bartłomieja w Głogówku, potwierdza dokument z 1376. Znajdował się na starym cmentarzu.
Z protokołów z dwóch wizytacji, przeprowadzonych w dekanacie Biała w 1679 i 1687 wynika, że konsekrowany kościół w Ligocie Bialskiej był murowany i posiadał ołtarz główny św. Stanisława. Pod koniec XIX wieku kościół okazał się być zbyt mały by spełnić potrzeby parafii, a ponadto był w złym stanie technicznym.
Współczesny kościół został wzniesiony w latach 1908–1909 z inicjatywy proboszcza Aleksandra Skowrońskiego. Projekt kościoła opracował architekt Ludwig Schneider z Wrocławia. 29 czerwca 1908 Skowroński poświęcił kamień węgielny, a 31 maja 1909 dzwony kościoła. Robotami kierował budowniczy Heda z Ligoty Bialskiej. Główny ołtarz rzeźbiony był w Nysie, malowidła wykonał R. Richter z Kłodzka według pomysłu Skowrońskiego. Poświęcenia gotowej świątyni dokonał 14 listopada 1909 dziekan Fryderyk von Woysky, a konsekracji sufragan wrocławski Karl Augustin 16 czerwca 1912. Organy ze starego kościoła przeniesiono do Grabiny, a figury znalazły się w kaplicy w Otokach.

## Architektura
Kościół powstał w stylu neogotyckim według projektu Ludwiga Schneidera. Wpisany jest do gminnej ewidencji zabytków. Jest to kościół murowany z cegły i ciosanych kamieni, trójnawowy z transeptem.

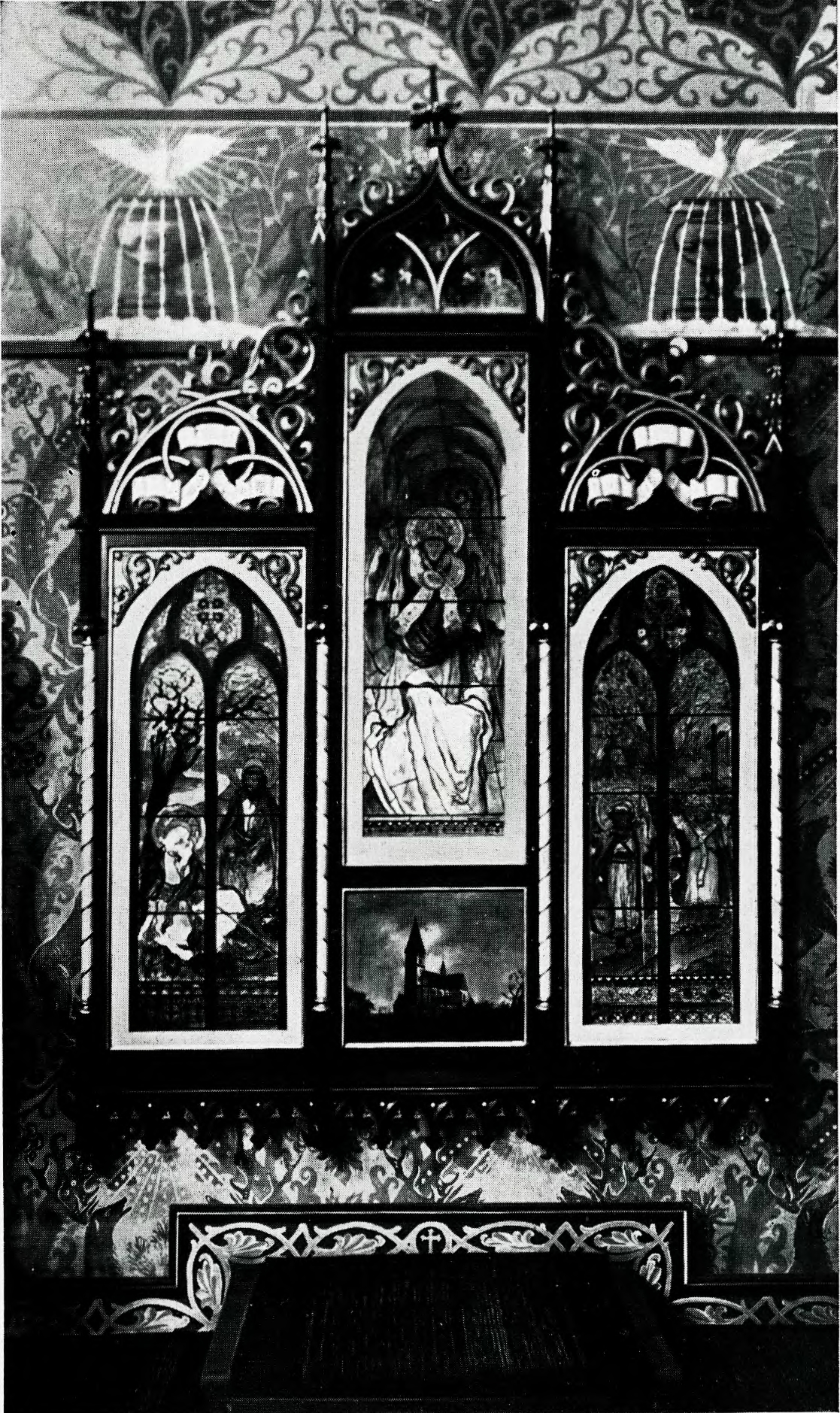
Witraże na wzór kartonów Włodzimierza Tetmajera

Trzy witraże w absydzie wykonane zostały w Düsseldorfie według kartonów Włodzimierza Tetmajera. Środkowy przedstawia św. Stanisława, powołującego Piotrowina z grobu; prawy świętych Cyryla i Metodego na tle krajobrazu ze starą lipą słowiańską i drewnianą świątynią na wzór kościoła św. Jadwigi w Pszczynie; lewy scenę z Listu do Galatów 2, 14, jak św. Paweł interpeluje św. Piotra. Jerzy Langman na łamach „Głosu Narodu” po śmierci Skowrońskiego napisał: „W tych barwnych szkłach miał być wyrażony wiew z Polski, miał być nakaz do pracy narodowej na tym granicznym odcinku, jakim było prudnickie, miał być tam i nieodparty argument, że droga, którą idzie społeczność Skowrońskiego, jest nie tylko godziwą, ale jedynie mądrą”. Według Emila Szramka, Skowroński w słowach św. Pawła quomodos gentes cogis judaizane? upatrywał „swój program kapłana i patrioty”, a Cyryl i Metody byli „historycznym protestem przeciwko niemczeniu przez Kościół”. Święty Stanisław wskrzeszający Piotrowina symbolizował „wskrzeszenie narodowości w ludzie śląskim”.

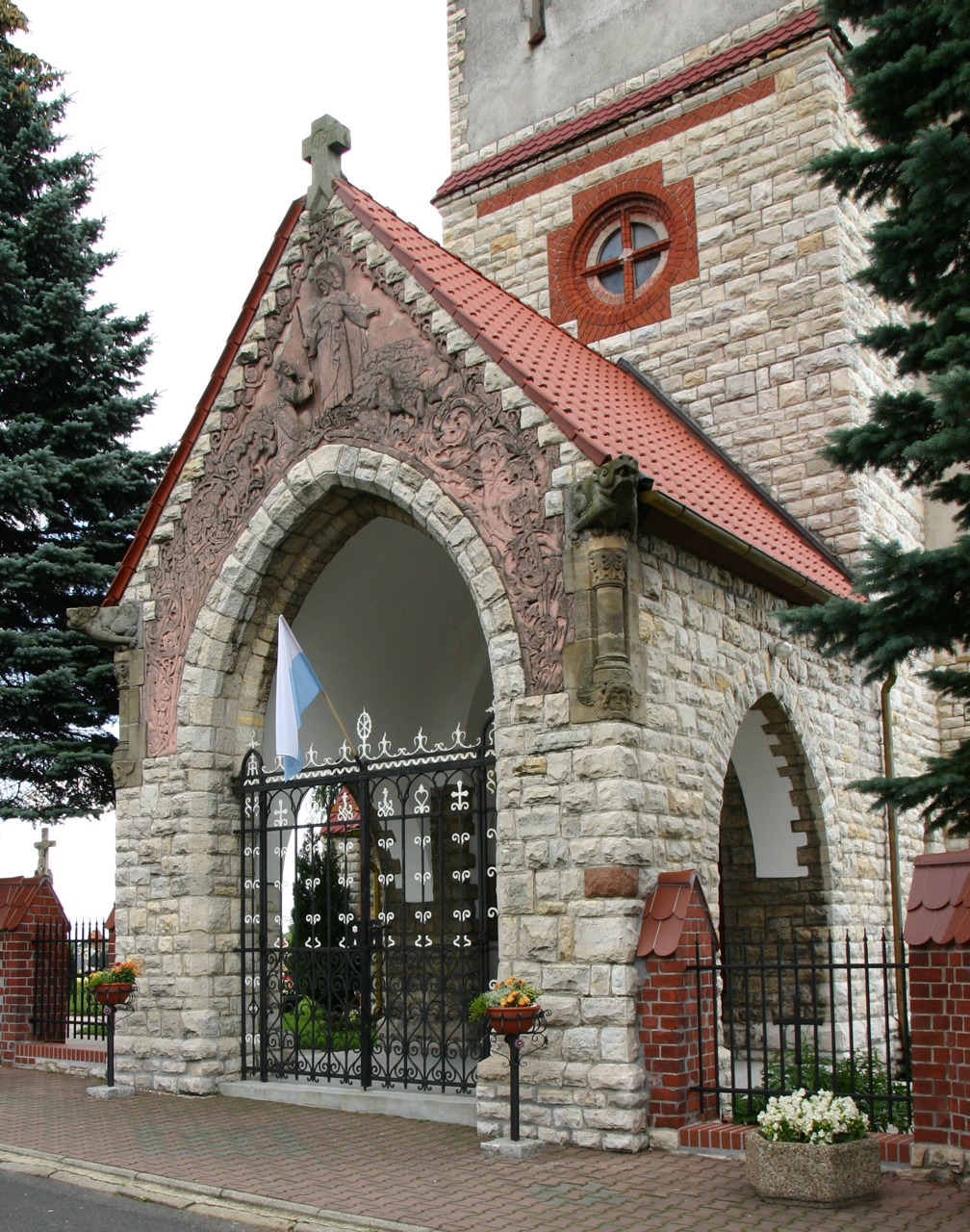
Główne wejście
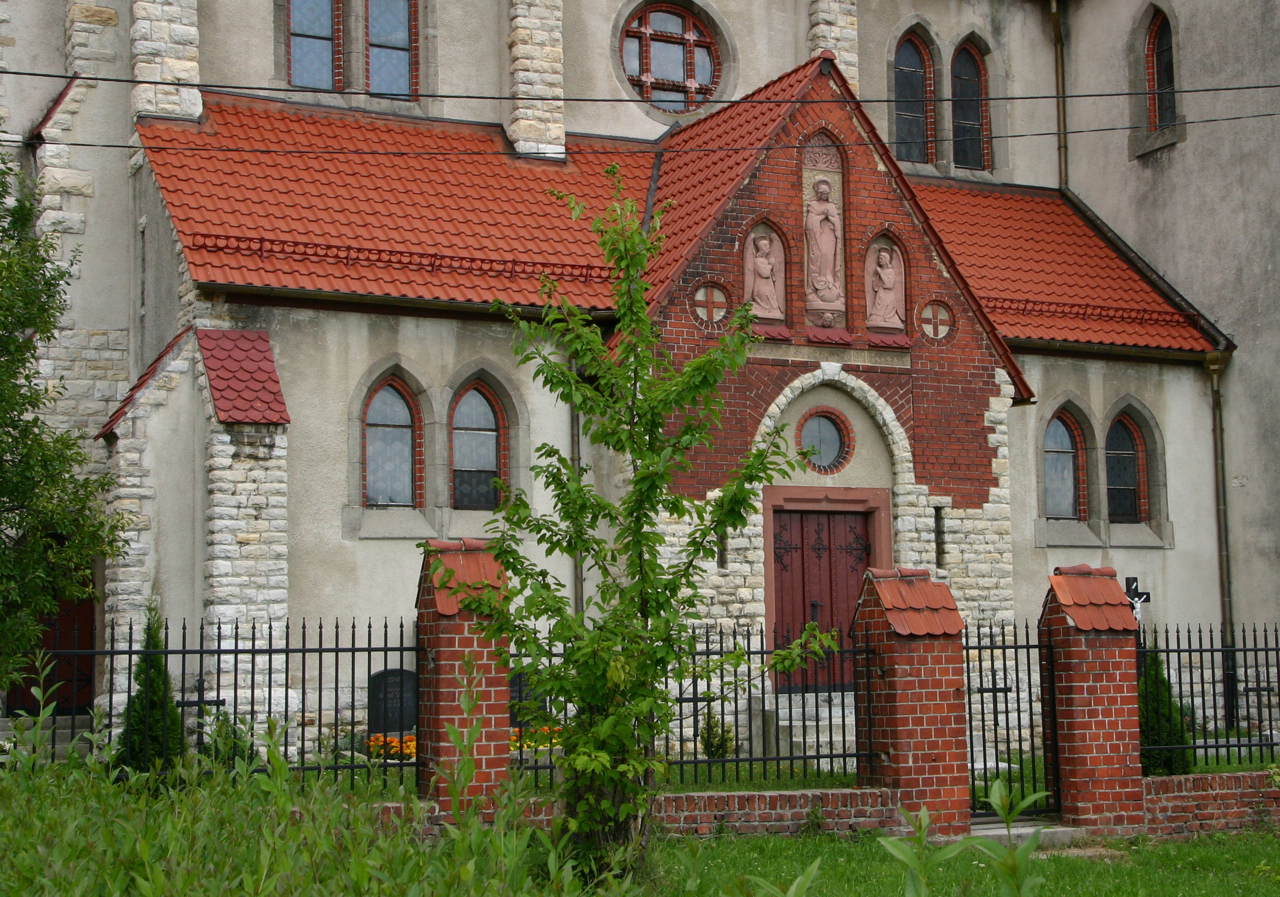
Wejście boczne
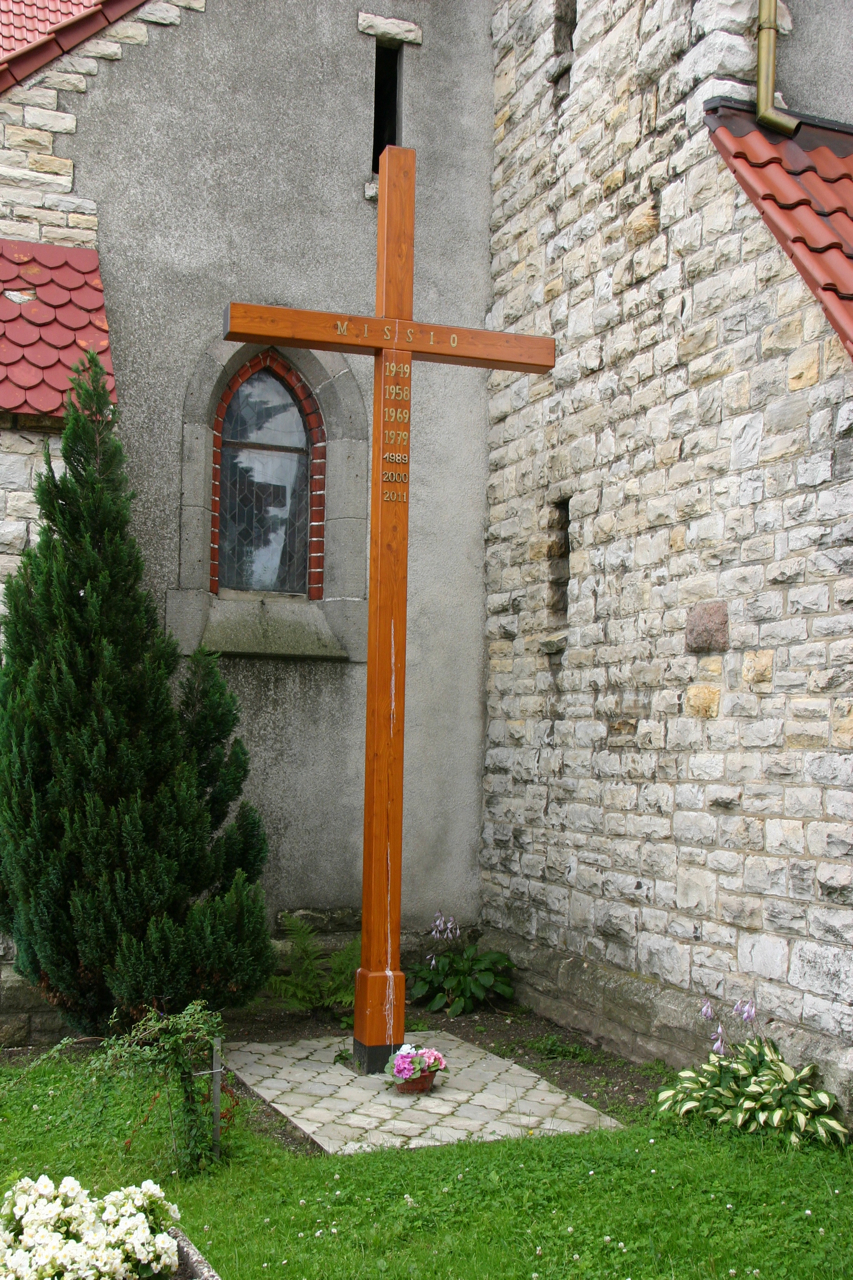
Krzyż przy kościele